# Марсианское зелье
«Марсианское зелье» — научно-фантастическая повесть Кира Булычёва, входит в цикл о Великом Гусляре. Написана в 1971 году, второй вариант — в 1987.

## Сюжет
В Великом Гусляре, оказывается, живут несколько человек, чей реальный возраст явно не соответствует паспортным данным: они помнят и Стеньку Разина, и царя тишайшего Алексея Михайловича, и Александра Сергеевича Пушкина. Своим долголетием они обязаны эликсиру молодости, подаренному триста лет назад инопланетянином уроженцу города Великий Гусляр Алмазу Битому.
В финале повести инопланетянин с помощью зелёного тумана, испускаемого имеющимся у него устройством, отнимает вновь обретённую молодость у героев повести. Впрочем, на этот раз его устройство даёт сбой, и молодость удаётся забрать лишь у тех, кто постарел душой.

## Публикации
После первой публикации в сборнике «Мир приключений» и до 1987 года повесть не переиздавалась.
- Мир приключений. — М.: Дет. лит., 1971. — С. 329—437.
- Булычёв К. Великий Гусляр. — Минск: Юнацтва, 1987. — С. 107—267
- Булычёв К. Марсианское зелье. — М.: Госснаб СССР. Тиман, 1990. — С. 303—442.
- Булычёв К. Марсианское зелье. — М.: Лит. агентство «Варяг», 1991. — С. 306—441.
- Булычёв К. Чудеса в Гусляре. — М.: Хронос, 1993. — С. 279—431.
- Булычёв К. Великий Гусляр. — Минск: Юнацтва, 1995. — С. 6-162.
- Булычёв К. Великий Гусляр. — М.: Хронос; АРМЭ, 1997. — С. 279—431.
- Булычёв К. Чудеса в Гусляре. — СПб.: Азбука — Терра, 1998. — С. 287—444.

### На иностранных языках
- Rycerze na rozdrożach. Kirył Bułyczow, przeł Tadeusz Gosk, — Czytelnik, Warszawa, 1979[2]
- Rycerze na rozdrożach. // Wielki Guslar i okolice. Kirył Bułyczow, przeł Tadeusz Gosk, Anita Tyszkowska-Gosk — Wydawnictwo TPPR «Współpraca», 1987[3]

## Экранизация
- Шанс (фильм)[4]